# ماتیاس فرایهوف
ماتیاس فرایهوف (آلمانی: Matthias Freihof؛ زادهٔ ۲۵ نوامبر ۱۹۶۱) هنرپیشه اهل آلمان است.
از فیلم‌ها یا برنامه‌های تلویزیونی که وی در آن نقش داشته‌است می‌توان به والکیری و بیرون آمدن اشاره کرد.